# ロキシー・コットン
ロキシー・コットン（Roxie Cotton、女性、1983年10月1日 - ）は、アメリカ合衆国の元プロレスラー、現在はコメディエンヌ。NCWフィメス・ファタレス、JAPW、WSUなどで活動している。アニー・ソーシャルと「ザ・ビートダウン・ベティーズ」を組んでいた。

## 経歴

### WSU
2007年9月22日、WSUデビュー。
2008年10月11日、アニー・ソーシャルとの「ザ・ビートダウン・ベティーズ」で初代WSUタッグ王座を獲得。
2009年8月14日、初代WSUスピリット王座決定イリミネーション4WAYにエントリーするも、ルーシャス・ラターシャに敗れ、22日にラターシャに挑むが王座奪取ならず。

### JAPW
2009年1月10日、JAPW初参戦。サッシー・ステファニーに勝利。
サラ・デル・レイが持つJAPW女子王座にも挑むが敗戦。

### NCWフィメス・ファタレス
2009年9月5日、NCWフィメス・ファタレス初参戦。

### 日本
2011年5月15日、REINAで初来日。新木場1stRING大会で藪下めぐみと対戦も敗戦。
5月28日、東部フレンドホール大会で飯田美花と対戦して勝利。

## 引退
2011年8月を以って引退。コメディエンヌに転身した。

## 得意技
- コットンムース[2]
- アームドラッグ
- Back Elbow
- チョーク
- Knee Smash
- Northern Lights Suplex
- Running Clothesline in the Corner
- Shoot Kick

## タイトル歴
- WSU
  - WSUタッグチーム王座[5]